# Apalatoa zeylanica
Apalatoa zeylanica là một loài thực vật có hoa trong họ Đậu. Loài này được (Benth.) Taub. mô tả khoa học đầu tiên năm 1891.